# Moșteni (Teleorman)
Moşteni é uma comuna romena localizada no distrito de Teleorman, na região de Muntênia. A comuna possui uma área de 28.86 km² e sua população era de 1607 habitantes segundo o censo de 2007.